# Gunnarorchis
Gunnarorchis é um género botânico pertencente à família das orquídeas (Orchidaceae).